# Eerik Jago
Pour les articles homonymes, voir Jago.
Eerik Jago est un joueur estonien de volley-ball, né le 29 décembre 1980 à Tallinn. Il mesure 1,96 m et joue réceptionneur-attaquant.

## Clubs
| Club               | Pays     | De        | À         |
| ------------------ | -------- | --------- | --------- |
| Rocks Helsinki     | Finlande | 2002-2003 | 2002-2003 |
| Salon Piivolley    | Finlande | 2003-2004 | 2003-2004 |
| Rembert Torhout    | Belgique | 2004-2005 | 2004-2005 |
| Dynamo Apeldoorn   | Pays-Bas | 2005-2006 | 2005-2006 |
| Pallavolo Padoue   | Italie   | 2006-2007 | 2006-2007 |
| Volley Taviano     | Italie   | 2007-2008 | 2007-2008 |
| Pineto Volley      | Italie   | 2008-2009 | 2008-2009 |
| VT Tirol           | Autriche | 2009-2010 | 2009-2010 |
| Salon Piivolley    | Finlande | 2010      | 2010      |
| Volley Milan       | Italie   | 2010-2011 | 2011-2012 |
| Volleyteam Roulers | Belgique | 2012      | 2012      |
| Hurrikaani-Loimaa  | Finlande | 2012-2013 | 2012-2013 |

## Palmarès
Néant.